# Kawempe Muslim Ladies Football Club
Le Kawempe Muslim LFC est un club féminin de football ougandais basé à Kampala. C'est l'équipe de la Kawempe Muslim Secondary School.

## Histoire
Entre 2015 et 2018, Kawempe Muslim remporte quatre championnats consécutifs. Le noyau dur de l'équipe part aux UCU Lady Cardinals et la série de titres finit par s'arrêter.
En 2024, Kawempe Muslim retrouve le titre national en devançant le rival local, les Kampala Queens.

## Palmarès
Championnat d'Ouganda (5) :
- Champion en 2015, 2016, 2017, 2018, 2024.